# بلامبي نات
بلامبي نات هو معجون مصنوع من الفول السوداني مُعبأ بغلاف بلاستيك لعلاج سوء التغذية الحاد. يصنع عن طريق نويترست وهي شركة فرنسية . للاستغناء عن العلاج في المستشفيات .
عبوة 92 جرام يمكن أن تدار في المنزل وتسمح بعلاج أعداد كثيرة .
بلامبي نات يمكن أن يشار إليه في الأدب العلمي بالغذاء العلاجي الجاهز للاستخدام (راتفس RUTFs)، وذلك جنبا إلى جنب مع ما يماثلها مثل «بي بي100» BP100 .
ولكن انتقدت جمعية أطباء بلا حدود الفرنسيه نويترست لفرضها براءة اختراع بلامبي نات.